# Vinacomin
Vinacomin (Vietnam National Coal and Mineral Industries Group, Tập đoàn công nghiệp Than và Khoáng sản Việt Nam ) — крупнейшая горнодобывающая компания Вьетнама, специализирующаяся на добыче угля и бокситов, входит в десятку крупнейших компаний страны. Штаб-квартира расположена в городе Ханой.
Компания Vinacomin основана в 1995 году путём слияния Vietnam Coal Corporation (Vinacoal) и Vietnam Minerals Corporation. В сферу интересов Vietnam National Coal and Mineral Industries Group входит добыча угля, бокситов, железной и медной руды, энергетика (Vinacomin Power Holding и Vinacomin Electricity Corporation), производство алюминия (Nhan Co Aluminum Factory ), стали, взрывчатых веществ, цемента, стекла, грузовых автомобилей, горного оборудования, судостроение, торговля, туризм и гостиничное дело (Vinacomin Tourism and Trading), транспортные и финансовые услуги, здравоохранение.
Vinacomin управляет угольными теплоэлектростанциями Као Нган и На Зыонг, пятью угольными карьерами ежегодной мощностью более 2 млн тонн каждый и 15 другими карьерами мощностью от 100 тыс. до 1 млн тонн в год, крупными карьерами по добыча бокситов на плоскогорье Тэйнгуен, алюминиевым заводом в провинции Дакнонг. В сотрудничестве с японской Marubeni и австралийской Linc Energy Vinacomin добывает каменный уголь в дельте Хонгха с помощью подземной газификации.
В 2014 году Vinacomin заработала свыше 5 млрд долл., в том числе от добычи угля — почти 2,5 млрд долл., от производства электроэнергии — почти 560 млн долл., от добычи бокситов — более 300 млн. долл. Компания добыла более 37 млн т угля, из которых почти 6 млн т экспортировала (в основном в Японию).     